# Mongólia az 1984. évi téli olimpiai játékokon
Mongólia a jugoszláviai Szarajevóban megrendezett 1984. évi téli olimpiai játékok egyik részt vevő nemzete volt. Az országot az olimpián 1 sportágban 4 sportoló képviselte, akik érmet nem szereztek.

## Sífutás
Férfi
| Versenyző                                                                             | Versenyszám     | Eredmény  | Helyezés |
| ------------------------------------------------------------------------------------- | --------------- | --------- | -------- |
| Pürevjavyn Batsüh                                                                     | 15 km           | kizárták  | kizárták |
| Pürevjavyn Batsüh                                                                     | 30 km           | kizárták  | kizárták |
| Luvsandasjiin Dorj                                                                    | 15 km           | 49:17,8   | 65.      |
| Luvsandasjiin Dorj                                                                    | 30 km           | 1:43:03,1 | 55.      |
| Dondogiin Ganhujag                                                                    | 15 km           | kizárták  | kizárták |
| Dondogiin Ganhujag                                                                    | 30 km           | 1:47:32,5 | 63.      |
| Vangansürengiin Rentsjinhorol                                                         | 15 km           | kizárták  | kizárták |
| Vangansürengiin Rentsjinhorol                                                         | 30 km           | 1:47:04,0 | 61.      |
| Pürevjavyn Batsüh Vangansürengiin Rentsjinhorol Dondogiin Ganhujag Luvsandasjiin Dorj | 4 × 10 km váltó | kizárták  | kizárták |